# 7x61mm Sharpe & Hart
El 7x61 mm Sharpe & Hart o 7mm S&H Super, es un cartucho desarrollado a partir de un casquillo belted magnum y diseñado por Philip B. Sharpe y Richard (Dick) Hart en la década de 1950.
El casquillo usado para el desarrollo de este cartucho fue el del .300 H&H Magnum. En 1953, Sharpe viajó a Escandinavia a promocionar el cartucho, logrando el interés Schultz & Larsen de Dinamarca que empezaron a incluirlo en sus rifles de cerrojo. Un ejemplo es el modelo 54J, que presentaba orejetas de bloqueo traseras y una cara de cerrojo completamente cerrada. 
La fábrica de munición Norma comenzó a producir la munición de acuerdo a las especificaciones. Pero actualmente no hay empresas de municiones que lo produzcan y solo se puede recargar manualmente. 
Sin embargo, los cargadores manuales tienen una variedad de balas para elegir, y Hornady enumera los datos de carga para el cartucho. Los casquillos todavía se comercializan y se puede también moldear al fuego a partir de casquillos de 7 mm Remington Magnum.

## Uso y balística
Si bien el 7x61 S&H Magnum es un buen cartucho, fue eclipsado en los Estados Unidos por el 7 mm Weatherby Magnum preexistente. Más aún la introducción del 7 mm Remington Magnum, significó la desaparición del 7x61 S&H.
|             | 100 yardas | 200 yardas | 300 yardas |
| ----------- | ---------- | ---------- | ---------- |
| Trayectoria | 2.6        | 1.9        | -4.1       |